# Tour du lac Qinghai 2013
La 12e édition du Tour du lac Qinghai a lieu du 7 juillet au 20 juillet 2013. L'épreuve fait partie de l'UCI Asia Tour, dans la catégorie 2.HC.

## Présentation

### Équipes
Classé en catégorie 2.HC de l'UCI Asia Tour, le Tour du lac Qinghai est par conséquent ouvert aux UCI ProTeams dans la limite de 70 % des équipes participantes, aux équipes continentales professionnelles, aux équipes continentales et aux équipes nationales.
| Nom de l'équipe | Pays   | Code |
| --------------- | ------ | ---- |
| Lampre-Merida   | Italie | LAM  |

| Nom de l'équipe           | Pays       | Code |
| ------------------------- | ---------- | ---- |
| Bardiani Valvole-CSF Inox | Italie     | BAR  |
| Champion System           | Chine      | CSS  |
| NetApp-Endura             | Allemagne  | TNE  |
| UnitedHealthcare          | États-Unis | UHC  |
| Vini Fantini-Selle Italia | Italie     | VIN  |

| Nom de l'équipe              | Pays      | Code |
| ---------------------------- | --------- | ---- |
| Équipe nationale d'Australie | Australie | AUS  |

| Nom de l'équipe           | Pays           | Code |
| ------------------------- | -------------- | ---- |
| Amore & Vita              | Ukraine        | AMO  |
| Astana Continental        | Kazakhstan     | AS2  |
| Atlas Personal-Jakroo     | Suisse         | ARH  |
| Burgos BH-Castilla y León | Espagne        | BUR  |
| Drapac                    | Australie      | DPC  |
| Gan Su Sports Lottery     | Chine          | GTC  |
| La Pomme Marseille        | France         | LPM  |
| Nutrixxion Abus           | Allemagne      | TSP  |
| Qinghai Tianyoude         | Chine          | TYD  |
| Rietumu-Delfin            | Lettonie       | RBD  |
| RTS Racing                | Taipei chinois | RTS  |
| Sava                      | Slovénie       | SAK  |
| Synergy Baku Project      | Azerbaïdjan    | BCP  |
| Tabriz Petrochemical      | Iran           | TPT  |
| Torku Şekerspor           | Turquie        | TRK  |

## Étapes
| Étape     | Date       | Villes étapes         |                  | Distance (km)    | Vainqueur d’étape       | Leader du classement général |
| --------- | ---------- | --------------------- | ---------------- | ---------------- | ----------------------- | ---------------------------- |
| 1re étape | 7 juillet  | Xining - Xining       |                  | 122              | Sacha Modolo            | Sacha Modolo                 |
| 2e étape  | 8 juillet  | Huzhu - Guide         |                  | 151              | David de la Fuente      | David de la Fuente           |
| 3e étape  | 9 juillet  | Guide - lac Qinghai   |                  | 148              | Samad Poor Seiedi       | Samad Poor Seiedi            |
| 4e étape  | 10 juillet | lac Qinghai - Tianjun |                  | 227              | Sacha Modolo            | Samad Poor Seiedi            |
| 5e étape  | 11 juillet | Tianjun - Xihaizhen   |                  | 203              | Oleksandr Polivoda      | Samad Poor Seiedi            |
| 6e étape  | 12 juillet | Xihaizhen - Qilian    |                  | 205              | Robert Förster          | Samad Poor Seiedi            |
| 7e étape  | 13 juillet | Qilian - Qilian       |                  | 82               | Yevgeniy Nepomnyachshiy | Samad Poor Seiedi            |
| 8e étape  | 14 juillet | Qilian - Zhangye      |                  | 201              | Sacha Modolo            | Samad Poor Seiedi            |
|           | 15 juillet | Journée de repos      | Journée de repos | Journée de repos | Journée de repos        | Journée de repos             |
| 9e étape  | 16 juillet | Zhangye - Zhangye     |                  | 117              | Sacha Modolo            | Samad Poor Seiedi            |
| 10e étape | 17 juillet | Wuwei - Jingtai       |                  | 191              | Benjamin Giraud         | Samad Poor Seiedi            |
| 11e étape | 18 juillet | Yinchuan - Yinchuan   |                  | 123              | Sacha Modolo            | Samad Poor Seiedi            |
| 12e étape | 19 juillet | Zhongwei - Zhongwei   |                  | 120              | Sacha Modolo            | Samad Poor Seiedi            |
| 13e étape | 20 juillet | Yinchuan - Yinchuan   |                  | 123              | Jake Keough             | Samad Poor Seiedi            |

## Déroulement de la course

### 1reétape
|    | Coureur             | Équipe                    |    | Temps           |
| -- | ------------------- | ------------------------- | -- | --------------- |
| 1  | Sacha Modolo        | Bardiani Valvole-CSF Inox | en | 2 h 44 min 01 s |
| 2  | Rico Rogers         | Synergy Baku Project      | +  | m.t             |
| 3  | Francesco Chicchi   | Vini Fantini-Selle Italia |    | m.t             |
| 4  | Grischa Janorschke  | Nutrixxon Abus            |    | m.t             |
| 5  | Maximiliano Richeze | Lampre-Merida             |    | m.t             |
| 6  | Ralf Matzka         | NetApp-Endura             |    | m.t             |
| 7  | Fabian Schnaidt     | Champion System           |    | m.t             |
| 8  | Jake Keough         | UnitedHealthcare          |    | m.t             |
| 9  | Mattia Pozzo        | Vini Fantini              |    | m.t             |
| 10 | Benjamin Giraud     | La Pomme Marseille        |    | m.t             |

|    | Coureur             | Équipe                    |    | Temps           |
| -- | ------------------- | ------------------------- | -- | --------------- |
| 1  | Sacha Modolo        | Bardiani Valvole-CSF Inox | en | 2 h 43 min 51 s |
| 2  | Xue Cheng           | Gan Su Sports Lottery     | +  | 3 s             |
| 3  | Rico Rogers         | Synergy Baku Project      |    | 4 s             |
| 4  | Francesco Chicchi   | Vini Fantini-Selle Italia |    | 6 s             |
| 5  | Wang Yongtai        | Gan Su Sports Lottery     |    | 7 s             |
| 6  | Dylan Spiby         | Qinghai Tianyoude         |    | 9 s             |
| 7  | Tilegen Maidos      | Astana Continental        |    | 9 s             |
| 8  | Yang Zengtao        | Gan Su Sports Lottery     |    | 9 s             |
| 9  | Grischa Janorschke  | Nutrixxon Abus            |    | 10 s            |
| 10 | Maximiliano Richeze | Lampre-Merida             |    | 10 s            |

### 2eétape
|    | Coureur             | Équipe                    |    | Temps           |
| -- | ------------------- | ------------------------- | -- | --------------- |
| 1  | David de la Fuente  | Torku Şekerspor           | en | 3 h 40 min 08 s |
| 2  | Massimo Graziato    | Lampre-Merida             | +  | 0 s             |
| 3  | Thomas Vaubourzeix  | La Pomme Marseille        |    | 0 s             |
| 4  | Daniil Fominykh     | Astana Continental        |    | 0 s             |
| 5  | Gregor Gazvoda      | Champion System           |    | 0 s             |
| 6  | Angelo Pagani       | Bardiani Valvole-CSF Inox |    | 9 s             |
| 7  | Yoann Paillot       | La Pomme Marseille        |    | 9 s             |
| 8  | Lluís Mas           | Burgos BH-Castilla y León |    | 9 s             |
| 9  | Mauro Finetto       | Vini Fantini-Selle Italia |    | 46 s            |
| 10 | Abdraimzhan Ishanov | Astana Continental        |    | 46 s            |

|    | Coureur            | Équipe                    |    | Temps           |
| -- | ------------------ | ------------------------- | -- | --------------- |
| 1  | David de la Fuente | Torku Şekerspor           | en | 6 h 23 min 59 s |
| 2  | Massimo Graziato   | Lampre-Merida             | +  | 4 s             |
| 3  | Thomas Vaubourzeix | La Pomme Marseille        |    | 6 s             |
| 4  | Daniil Fominykh    | Astana Continental        |    | 10 s            |
| 5  | Gregor Gazvoda     | Champion System           |    | 10 s            |
| 6  | Lluís Mas          | Burgos BH-Castilla y León |    | 16 s            |
| 7  | Yoann Paillot      | La Pomme Marseille        |    | 19 s            |
| 8  | Angelo Pagani      | Bardiani Valvole-CSF Inox |    | 19 s            |
| 9  | Wu Peilun          | Qinghai Tianyoude         |    | 52 s            |
| 10 | Volodymyr Starchyk | Amore & Vita              |    | 55 s            |

### 3eétape
|    | Coureur               | Équipe                    |    | Temps           |
| -- | --------------------- | ------------------------- | -- | --------------- |
| 1  | Samad Poor Seiedi     | Tabriz Petrochemical      | en | 3 h 52 min 40 s |
| 2  | Amir Kolahdozhagh     | Tabriz Petrochemical      | +  | 0 s             |
| 3  | Mauro Finetto         | Vini Fantini-Selle Italia |    | 52 s            |
| 4  | Lluís Mas             | Burgos BH-Castilla y León |    | 52 s            |
| 5  | Enrico Barbin         | Bardiani Valvole-CSF Inox |    | 52 s            |
| 6  | Hossein Alizadeh      | Amore & Vita              |    | 52 s            |
| 7  | Massimo Graziato      | Lampre-Merida             |    | 52 s            |
| 8  | Oleksandr Surutkovych | Synergy Baku Project      |    | 52 s            |
| 9  | David de la Fuente    | Torku Şekerspor           |    | 52 s            |
| 10 | Jonathan Clarke       | UnitedHealthcare          |    | 52 s            |

|    | Coureur            | Équipe                    |    | Temps            |
| -- | ------------------ | ------------------------- | -- | ---------------- |
| 1  | Samad Poor Seiedi  | Tabriz Petrochemical      | en | 10 h 17 min 22 s |
| 2  | Amir Kolahdozhagh  | Tabriz Petrochemical      | +  | 5 s              |
| 3  | David de la Fuente | Torku Şekerspor           |    | 8 s              |
| 4  | Massimo Graziato   | Lampre-Merida             |    | 13 s             |
| 5  | Thomas Vaubourzeix | La Pomme Marseille        |    | 15 s             |
| 6  | Daniil Fominykh    | Astana Continental        |    | 19 s             |
| 7  | Lluís Mas          | Burgos BH-Castilla y León |    | 25 s             |
| 8  | Angelo Pagani      | Bardiani Valvole-CSF Inox |    | 28 s             |
| 9  | Mauro Finetto      | Vini Fantini-Selle Italia |    | 1 min 01 s       |
| 10 | Andrey Mizourov    | Torku Şekerspor           |    | 1 min 04 s       |

### 4eétape
|    | Coureur             | Équipe                    |    | Temps           |
| -- | ------------------- | ------------------------- | -- | --------------- |
| 1  | Sacha Modolo        | Bardiani Valvole-CSF Inox | en | 5 h 32 min 50 s |
| 2  | Maximiliano Richeze | Lampre-Merida             | +  | m.t             |
| 3  | Ralf Matzka         | NetApp-Endura             |    | m.t             |
| 4  | Maksym Averin       | Atlas Personal-Jakroo     |    | m.t             |
| 5  | Robert Förster      | UnitedHealthcare          |    | m.t             |
| 6  | Jiao Pengda         | Champion System           |    | m.t             |
| 7  | Mathieu Chiocca     | Atlas Personal-Jakroo     |    | m.t             |
| 8  | Sonny Colbrelli     | Bardiani Valvole-CSF Inox |    | m.t             |
| 9  | Lluís Mas           | Burgos BH-Castilla y León |    | m.t             |
| 10 | Filippo Pozzato     | Lampre-Merida             |    | m.t             |

|    | Coureur            | Équipe                    |    | Temps            |
| -- | ------------------ | ------------------------- | -- | ---------------- |
| 1  | Samad Poor Seiedi  | Tabriz Petrochemical      | en | 15 h 50 min 12 s |
| 2  | Amir Kolahdozhagh  | Tabriz Petrochemical      | +  | 5 s              |
| 3  | David de la Fuente | Torku Şekerspor           |    | 7 s              |
| 4  | Massimo Graziato   | Lampre-Merida             |    | 13 s             |
| 5  | Thomas Vaubourzeix | La Pomme Marseille        |    | 15 s             |
| 6  | Daniil Fominykh    | Astana Continental        |    | 19 s             |
| 7  | Lluís Mas          | Burgos BH-Castilla y León |    | 23 s             |
| 8  | Angelo Pagani      | Bardiani Valvole-CSF Inox |    | 28 s             |
| 9  | Mauro Finetto      | Vini Fantini-Selle Italia |    | 1 min 01 s       |
| 10 | Andrey Mizourov    | Torku Şekerspor           |    | 1 min 04 s       |

### 5eétape
|    | Coureur             | Équipe                    |    | Temps           |
| -- | ------------------- | ------------------------- | -- | --------------- |
| 1  | Oleksandr Polivoda  | Atlas Personal-Jakroo     | en | 5 h 41 min 20 s |
| 2  | Floris Goesinnen    | Drapac                    | +  | 0 s             |
| 3  | Sacha Modolo        | Bardiani Valvole-CSF Inox |    | 40 s            |
| 4  | Maximiliano Richeze | Lampre-Merida             |    | 40 s            |
| 5  | Michael Schwarzmann | NetApp-Endura             |    | 40 s            |
| 6  | Mattia Pozzo        | Vini Fantini-Selle Italia |    | 40 s            |
| 7  | David de la Fuente  | Torku Şekerspor           |    | 40 s            |
| 8  | Robert Förster      | UnitedHealthcare          |    | 40 s            |
| 9  | Maksym Averin       | Atlas Personal-Jakroo     |    | 40 s            |
| 10 | Yuriy Metlushenko   | Torku Şekerspor           |    | 40 s            |

|    | Coureur            | Équipe                    |    | Temps            |
| -- | ------------------ | ------------------------- | -- | ---------------- |
| 1  | Samad Poor Seiedi  | Tabriz Petrochemical      | en | 21 h 32 min 12 s |
| 2  | Amir Kolahdozhagh  | Tabriz Petrochemical      | +  | 5 s              |
| 3  | David de la Fuente | Torku Şekerspor           |    | 7 s              |
| 4  | Massimo Graziato   | Lampre-Merida             |    | 13 s             |
| 5  | Thomas Vaubourzeix | La Pomme Marseille        |    | 15 s             |
| 6  | Daniil Fominykh    | Astana Continental        |    | 19 s             |
| 7  | Lluís Mas          | Burgos BH-Castilla y León |    | 23 s             |
| 8  | Angelo Pagani      | Bardiani Valvole-CSF Inox |    | 28 s             |
| 9  | Mauro Finetto      | Vini Fantini-Selle Italia |    | 1 min 01 s       |
| 10 | Andrey Mizourov    | Torku Şekerspor           |    | 1 min 04 s       |

### 6eétape
|    | Coureur                 | Équipe                    |    | Temps           |
| -- | ----------------------- | ------------------------- | -- | --------------- |
| 1  | Robert Förster          | UnitedHealthcare          | en | 4 h 52 min 06 s |
| 2  | Serhiy Grechyn          | Torku Şekerspor           | +  | m.t             |
| 3  | Massimo Graziato        | Lampre-Merida             |    | m.t             |
| 4  | Hossein Alizadeh        | Amore & Vita              |    | m.t             |
| 5  | David de la Fuente      | Torku Şekerspor           |    | m.t             |
| 6  | David Belda             | Burgos BH-Castilla y León |    | m.t             |
| 7  | Yevgeniy Nepomnyachshiy | Astana Continental        |    | m.t             |
| 8  | Angelo Pagani           | Bardiani Valvole-CSF Inox |    | m.t             |
| 9  | Jiao Pengda             | Champion System           |    | m.t             |
| 10 | Abdraimzhan Ishanov     | Astana Continental        |    | m.t             |

|    | Coureur            | Équipe                    |    | Temps            |
| -- | ------------------ | ------------------------- | -- | ---------------- |
| 1  | Samad Poor Seiedi  | Tabriz Petrochemical      | en | 26 h 24 min 18 s |
| 2  | David de la Fuente | Torku Şekerspor           |    | 7 s              |
| 3  | Massimo Graziato   | Lampre-Merida             |    | 9 s              |
| 4  | Thomas Vaubourzeix | La Pomme Marseille        |    | 15 s             |
| 5  | Daniil Fominykh    | Astana Continental        |    | 19 s             |
| 6  | Angelo Pagani      | Bardiani Valvole-CSF Inox |    | 28 s             |
| 7  | Lluís Mas          | Burgos BH-Castilla y León |    | 41 s             |
| 8  | Serhiy Grechyn     | Torku Şekerspor           |    | 59 s             |
| 9  | Hossein Alizadeh   | Amore & Vita              |    | 1 min 04 s       |
| 10 | Matej Mohorič      | Sava                      |    | 1 min 05 s       |

### 7eétape
|    | Coureur                 | Équipe               |    | Temps           |
| -- | ----------------------- | -------------------- | -- | --------------- |
| 1  | Yevgeniy Nepomnyachshiy | Astana Continental   | en | 2 h 35 min 01 s |
| 2  | Samad Poor Seiedi       | Tabriz Petrochemical | +  | 9 s             |
| 3  | Rahim Ememi             | RTS Racing           |    | 10 s            |
| 4  | Andrey Mizourov         | Torku Şekerspor      |    | 22 s            |
| 5  | Hossein Alizadeh        | Amore & Vita         |    | 32 s            |
| 6  | Abdraimzhan Ishanov     | Astana Continental   |    | 43 s            |
| 7  | Ghader Mizbani          | Tabriz Petrochemical |    | 54 s            |
| 8  | Daniil Fominykh         | Astana Continental   |    | 1 min 00 s      |
| 9  | Amir Zargari            | RTS Racing           |    | 1 min 01 s      |
| 10 | Amir Kolahdozhagh       | Tabriz Petrochemical |    | 1 min 20 s      |

|    | Coureur                 | Équipe                    |    | Temps            |
| -- | ----------------------- | ------------------------- | -- | ---------------- |
| 1  | Samad Poor Seiedi       | Tabriz Petrochemical      | en | 28 h 59 min 22 s |
| 2  | Yevgeniy Nepomnyachshiy | Astana Continental        | +  | 52 s             |
| 3  | Daniil Fominykh         | Astana Continental        |    | 1 min 16 s       |
| 4  | Rahim Ememi             | RTS Racing                |    | 1 min 26 s       |
| 5  | Hossein Alizadeh        | Amore & Vita              |    | 1 min 33 s       |
| 6  | Andrey Mizourov         | Torku Şekerspor           |    | 1 min 39 s       |
| 7  | Abdraimzhan Ishanov     | Astana Continental        |    | 1 min 45 s       |
| 8  | Ghader Mizbani          | Tabriz Petrochemical      |    | 1 min 56 s       |
| 9  | Amir Zargari            | RTS Racing                |    | 2 min 09 s       |
| 10 | Angelo Pagani           | Bardiani Valvole-CSF Inox |    | 2 min 40 s       |

### 8eétape
|    | Coureur             | Équipe                    |    | Temps           |
| -- | ------------------- | ------------------------- | -- | --------------- |
| 1  | Sacha Modolo        | Bardiani Valvole-CSF Inox | en | 4 h 20 min 51 s |
| 2  | Maximiliano Richeze | Lampre-Merida             | +  | 0 s             |
| 3  | Rico Rogers         | Synergy Baku Project      |    | 0 s             |
| 4  | Jake Keough         | UnitedHealthcare          |    | 0 s             |
| 5  | Marco Benfatto      | Astana Continental        |    | 0 s             |
| 6  | Andris Smirnovs     | Rietumu-Delfin            |    | 2 s             |
| 7  | Francesco Chicchi   | Vini Fantini-Selle Italia |    | 2 s             |
| 8  | Robert Förster      | UnitedHealthcare          |    | 2 s             |
| 9  | Maksym Averin       | Atlas Personal-Jakroo     |    | 2 s             |
| 10 | David de la Fuente  | Torku Şekerspor           |    | 2 s             |

|    | Coureur                 | Équipe                    |    | Temps            |
| -- | ----------------------- | ------------------------- | -- | ---------------- |
| 1  | Samad Poor Seiedi       | Tabriz Petrochemical      | en | 33 h 20 min 29 s |
| 2  | Yevgeniy Nepomnyachshiy | Astana Continental        | +  | 42 s             |
| 3  | Daniil Fominykh         | Astana Continental        |    | 1 min 06 s       |
| 4  | Rahim Ememi             | RTS Racing                |    | 1 min 16 s       |
| 5  | Hossein Alizadeh        | Amore & Vita              |    | 1 min 20 s       |
| 6  | Andrey Mizourov         | Torku Şekerspor           |    | 1 min 29 s       |
| 7  | Abdraimzhan Ishanov     | Astana Continental        |    | 1 min 35 s       |
| 8  | Ghader Mizbani          | Tabriz Petrochemical      |    | 1 min 46 s       |
| 9  | Amir Zargari            | RTS Racing                |    | 1 min 59 s       |
| 10 | Angelo Pagani           | Bardiani Valvole-CSF Inox |    | 2 min 30 s       |

### 9eétape
|    | Coureur             | Équipe                    |    | Temps           |
| -- | ------------------- | ------------------------- | -- | --------------- |
| 1  | Sacha Modolo        | Bardiani Valvole-CSF Inox | en | 2 h 08 min 27 s |
| 2  | Jake Keough         | UnitedHealthcare          | +  | m.t             |
| 3  | Maximiliano Richeze | Lampre-Merida             |    | m.t             |
| 4  | Rico Rogers         | Synergy Baku Project      |    | m.t             |
| 5  | Marco Benfatto      | Astana Continental        |    | m.t             |
| 6  | Francesco Chicchi   | Vini Fantini-Selle Italia |    | m.t             |
| 7  | Andris Smirnovs     | Rietumu-Delfin            |    | m.t             |
| 8  | Maksym Averin       | Atlas Personal-Jakroo     |    | m.t             |
| 9  | Benjamin Giraud     | La Pomme Marseille        |    | m.t             |
| 10 | Robert Förster      | UnitedHealthcare          |    | m.t             |

|    | Coureur                 | Équipe                    |    | Temps            |
| -- | ----------------------- | ------------------------- | -- | ---------------- |
| 1  | Samad Poor Seiedi       | Tabriz Petrochemical      | en | 35 h 28 min 46 s |
| 2  | Yevgeniy Nepomnyachshiy | Astana Continental        | +  | 52 s             |
| 3  | Daniil Fominykh         | Astana Continental        |    | 1 min 16 s       |
| 4  | Rahim Ememi             | RTS Racing                |    | 1 min 26 s       |
| 5  | Hossein Alizadeh        | Amore & Vita              |    | 1 min 30 s       |
| 6  | Andrey Mizourov         | Torku Şekerspor           |    | 1 min 39 s       |
| 7  | Abdraimzhan Ishanov     | Astana Continental        |    | 1 min 45 s       |
| 8  | Ghader Mizbani          | Tabriz Petrochemical      |    | 1 min 56 s       |
| 9  | Amir Zargari            | RTS Racing                |    | 1 min 09 s       |
| 10 | Angelo Pagani           | Bardiani Valvole-CSF Inox |    | 2 min 40 s       |

### 10eétape
|    | Coureur             | Équipe                    |    | Temps           |
| -- | ------------------- | ------------------------- | -- | --------------- |
| 1  | Benjamin Giraud     | La Pomme Marseille        | en | 4 h 02 min 08 s |
| 2  | Scott Thwaites      | NetApp-Endura             | +  | 0 s             |
| 3  | Uri Martins         | Amore & Vita              |    | 0 s             |
| 4  | Max Walsleben       | Nutrixxion Abus           |    | 18 s            |
| 5  | Sacha Modolo        | Bardiani Valvole-CSF Inox |    | 23 s            |
| 6  | Maximiliano Richeze | Lampre-Merida             |    | 23 s            |
| 7  | Jake Keough         | UnitedHealthcare          |    | 23 s            |
| 8  | Michael Schwarzmann | NetApp-Endura             |    | 23 s            |
| 9  | Yuriy Metlushenko   | Torku Şekerspor           |    | 23 s            |
| 10 | Marco Benfatto      | Astana Continental        |    | 23 s            |

|    | Coureur                 | Équipe                    |    | Temps            |
| -- | ----------------------- | ------------------------- | -- | ---------------- |
| 1  | Samad Poor Seiedi       | Tabriz Petrochemical      | en | 39 h 31 min 27 s |
| 2  | Yevgeniy Nepomnyachshiy | Astana Continental        | +  | 42 s             |
| 3  | Daniil Fominykh         | Astana Continental        |    | 1 min 06 s       |
| 4  | Andrey Mizourov         | Torku Şekerspor           |    | 1 min 29 s       |
| 5  | Abdraimzhan Ishanov     | Astana Continental        |    | 1 min 35 s       |
| 6  | Ghader Mizbani          | Tabriz Petrochemical      |    | 1 min 46 s       |
| 7  | Amir Zargari            | RTS Racing                |    | 1 min 59 s       |
| 8  | Rahim Ememi             | RTS Racing                |    | 2 min 28 s       |
| 9  | Angelo Pagani           | Bardiani Valvole-CSF Inox |    | 2 min 30 s       |
| 10 | David Belda             | Burgos BH-Castilla y León |    | 2 min 30 s       |

### 11eétape
|    | Coureur             | Équipe                    |    | Temps           |
| -- | ------------------- | ------------------------- | -- | --------------- |
| 1  | Sacha Modolo        | Bardiani Valvole-CSF Inox | en | 2 h 27 min 09 s |
| 2  | Marco Benfatto      | Astana Continental        | +  | m.t             |
| 3  | Maximiliano Richeze | Lampre-Merida             |    | m.t             |
| 4  | Ralf Matzka         | NetApp-Endura             |    | m.t             |
| 5  | Andrea Palini       | Lampre-Merida             |    | m.t             |
| 6  | Francesco Chicchi   | Vini Fantini-Selle Italia |    | m.t             |
| 7  | Rico Rogers         | Synergy Baku Project      |    | m.t             |
| 8  | Jake Keough         | UnitedHealthcare          |    | m.t             |
| 9  | Maksym Averin       | Atlas Personal-Jakroo     |    | m.t             |
| 10 | Andris Smirnovs     | Rietumu-Delfin            |    | m.t             |

|    | Coureur                 | Équipe                    |    | Temps            |
| -- | ----------------------- | ------------------------- | -- | ---------------- |
| 1  | Samad Poor Seiedi       | Tabriz Petrochemical      | en | 41 h 58 min 36 s |
| 2  | Yevgeniy Nepomnyachshiy | Astana Continental        | +  | 42 s             |
| 3  | Daniil Fominykh         | Astana Continental        |    | 1 min 06 s       |
| 4  | Andrey Mizourov         | Torku Şekerspor           |    | 1 min 29 s       |
| 5  | Abdraimzhan Ishanov     | Astana Continental        |    | 1 min 43 s       |
| 6  | Ghader Mizbani          | Tabriz Petrochemical      |    | 1 min 46 s       |
| 7  | Amir Zargari            | RTS Racing                |    | 2 min 07 s       |
| 8  | Angelo Pagani           | Bardiani Valvole-CSF Inox |    | 2 min 30 s       |
| 9  | David Belda             | Burgos BH-Castilla y León |    | 2 min 30 s       |
| 10 | Hossein Alizadeh        | Amore & Vita              |    | 2 min 32 s       |

### 12eétape
|    | Coureur             | Équipe                    |    | Temps           |
| -- | ------------------- | ------------------------- | -- | --------------- |
| 1  | Sacha Modolo        | Bardiani Valvole-CSF Inox | en | 2 h 49 min 28 s |
| 2  | Maximiliano Richeze | Lampre-Merida             |    | m.t             |
| 3  | Marco Benfatto      | Astana Continental        |    | m.t             |
| 4  | Ralf Matzka         | NetApp-Endura             |    | m.t             |
| 5  | Filippo Fortin      | Bardiani Valvole-CSF Inox |    | m.t             |
| 6  | Jake Keough         | UnitedHealthcare          |    | m.t             |
| 7  | Benjamin Giraud     | La Pomme Marseille        |    | m.t             |
| 8  | Michael Schwarzmann | NetApp-Endura             |    | m.t             |
| 9  | Robert Förster      | UnitedHealthcare          |    | m.t             |
| 10 | Francesco Chicchi   | Vini Fantini-Selle Italia |    | m.t             |

|    | Coureur                 | Équipe                    |    | Temps            |
| -- | ----------------------- | ------------------------- | -- | ---------------- |
| 1  | Samad Poor Seiedi       | Tabriz Petrochemical      | en | 44 h 28 min 04 s |
| 2  | Yevgeniy Nepomnyachshiy | Astana Continental        | +  | 42 s             |
| 3  | Daniil Fominykh         | Astana Continental        |    | 1 min 06 s       |
| 4  | Andrey Mizourov         | Torku Şekerspor           |    | 1 min 29 s       |
| 5  | Abdraimzhan Ishanov     | Astana Continental        |    | 1 min 43 s       |
| 6  | Ghader Mizbani          | Tabriz Petrochemical      |    | 1 min 46 s       |
| 7  | Amir Zargari            | RTS Racing                |    | 2 min 07 s       |
| 8  | Angelo Pagani           | Bardiani Valvole-CSF Inox |    | 2 min 30 s       |
| 9  | David Belda             | Burgos BH-Castilla y León |    | 2 min 30 s       |
| 10 | Hossein Alizadeh        | Amore & Vita              |    | 2 min 32 s       |

### 13eétape
|    | Coureur           | Équipe                    |    | Temps           |
| -- | ----------------- | ------------------------- | -- | --------------- |
| 1  | Jake Keough       | UnitedHealthcare          | en | 1 h 52 min 45 s |
| 2  | Rico Rogers       | Synergy Baku Project      | +  | m.t             |
| 3  | Francesco Chicchi | Vini Fantini-Selle Italia |    | m.t             |
| 4  | Benjamin Giraud   | La Pomme Marseille        |    | m.t             |
| 5  | Maksym Averin     | Amore & Vita              |    | m.t             |
| 6  | Andris Smirnovs   | Rietumu-Delfin            |    | m.t             |
| 7  | Sacha Modolo      | Bardiani Valvole-CSF Inox |    | m.t             |
| 8  | Ralf Matzka       | NetApp-Endura             |    | m.t             |
| 9  | Giorgio Brambilla | Amore & Vita              |    | m.t             |
| 10 | Mathieu Chiocca   | Amore & Vita              |    | m.t             |

|    | Coureur                 | Équipe                    |    | Temps            |
| -- | ----------------------- | ------------------------- | -- | ---------------- |
| 1  | Samad Poor Seiedi       | Tabriz Petrochemical      | en | 46 h 20 min 49 s |
| 2  | Yevgeniy Nepomnyachshiy | Astana Continental        | +  | 42 s             |
| 3  | Daniil Fominykh         | Astana Continental        |    | 1 min 06 s       |
| 4  | Andrey Mizourov         | Torku Şekerspor           |    | 1 min 29 s       |
| 5  | Abdraimzhan Ishanov     | Astana Continental        |    | 1 min 43 s       |
| 6  | Ghader Mizbani          | Tabriz Petrochemical      |    | 1 min 46 s       |
| 7  | Amir Zargari            | RTS Racing                |    | 2 min 07 s       |
| 8  | Angelo Pagani           | Bardiani Valvole-CSF Inox |    | 2 min 30 s       |
| 9  | David Belda             | Burgos BH-Castilla y León |    | 2 min 30 s       |
| 10 | Hossein Alizadeh        | Amore & Vita              |    | 2 min 32 s       |

## Classements finals

### Classement général
|    | Cycliste                | Équipe                    |    | Temps            |
| -- | ----------------------- | ------------------------- | -- | ---------------- |
| 1  | Samad Poor Seiedi       | Tabriz Petrochemical      | en | 46 h 20 min 49 s |
| 2  | Yevgeniy Nepomnyachshiy | Astana Continental        | +  | 42 s             |
| 3  | Daniil Fominykh         | Astana Continental        |    | 1 min 06 s       |
| 4  | Andrey Mizourov         | Torku Şekerspor           |    | 1 min 29 s       |
| 5  | Abdraimzhan Ishanov     | Astana Continental        |    | 1 min 43 s       |
| 6  | Ghader Mizbani          | Tabriz Petrochemical      |    | 1 min 46 s       |
| 7  | Amir Zargari            | RTS Racing                |    | 2 min 07 s       |
| 8  | Angelo Pagani           | Bardiani Valvole-CSF Inox |    | 2 min 30 s       |
| 9  | David Belda             | Burgos BH-Castilla y León |    | 2 min 30 s       |
| 10 | Hossein Alizadeh        | Amore & Vita              |    | 2 min 32 s       |

### Classements annexes
|   | Cycliste            | Équipe                    | Points |
| - | ------------------- | ------------------------- | ------ |
| 1 | Sacha Modolo        | Bardiani Valvole-CSF Inox | 142    |
| 2 | Maximiliano Richeze | Lampre-Merida             | 103    |
| 3 | Jake Keough         | UnitedHealthcare          | 77     |

|   | Cycliste          | Équipe               | Points |
| - | ----------------- | -------------------- | ------ |
| 1 | Samad Poor Seiedi | Tabriz Petrochemical | 38     |
| 2 | Hossein Alizadeh  | Amore & Vita         | 31     |
| 3 | Rahim Ememi       | RTS Racing           | 24     |

|   | Cycliste                | Équipe               |    | Temps            |
| - | ----------------------- | -------------------- | -- | ---------------- |
| 1 | Samad Poor Seiedi       | Tabriz Petrochemical | en | 46 h 20 min 49 s |
| 2 | Yevgeniy Nepomnyachshiy | Astana Continental   | +  | 42 s             |
| 3 | Daniil Fominykh         | Astana Continental   |    | 1 min 06 s       |

|   | Équipe               | Pays           |    | Temps             |
| - | -------------------- | -------------- | -- | ----------------- |
| 1 | Tabriz Petrochemical | Iran           | en | 139 h 05 min 38 s |
| 2 | Astana Continental   | Kazakhstan     | +  | 16 s              |
| 3 | RTS Racing           | Taipei chinois |    | 4 min 13 s        |

## Évolution des classements
| Étape              | Vainqueur               | Classement général | Classement par points | Classement de la montagne | Classement du meilleur asiatique | Classement par équipes |
| ------------------ | ----------------------- | ------------------ | --------------------- | ------------------------- | -------------------------------- | ---------------------- |
| 1                  | Sacha Modolo            | Sacha Modolo       | Sacha Modolo          | Non décerné               | Cheng Xue                        | Atlas Personal-Jakroo  |
| 2                  | David de la Fuente      | David de la Fuente | Lluís Mas             | Hossein Alizadeh          | Daniil Fominykh                  | La Pomme Marseille     |
| 3                  | Samad Poor Seiedi       | Samad Poor Seiedi  | Lluís Mas             | Hossein Alizadeh          | Samad Poor Seiedi                | Tabriz Petrochemical   |
| 4                  | Sacha Modolo            | Samad Poor Seiedi  | Lluís Mas             | Samad Poor Seiedi         | Samad Poor Seiedi                | Tabriz Petrochemical   |
| 5                  | Oleksandr Polivoda      | Samad Poor Seiedi  | Sacha Modolo          | Samad Poor Seiedi         | Samad Poor Seiedi                | Tabriz Petrochemical   |
| 6                  | Robert Förster          | Samad Poor Seiedi  | Sacha Modolo          | Samad Poor Seiedi         | Samad Poor Seiedi                | Tabriz Petrochemical   |
| 7                  | Yevgeniy Nepomnyachshiy | Samad Poor Seiedi  | Sacha Modolo          | Samad Poor Seiedi         | Samad Poor Seiedi                | Tabriz Petrochemical   |
| 8                  | Sacha Modolo            | Samad Poor Seiedi  | Sacha Modolo          | Samad Poor Seiedi         | Samad Poor Seiedi                | Tabriz Petrochemical   |
| 9                  | Sacha Modolo            | Samad Poor Seiedi  | Sacha Modolo          | Samad Poor Seiedi         | Samad Poor Seiedi                | Tabriz Petrochemical   |
| 10                 | Benjamin Giraud         | Samad Poor Seiedi  | Sacha Modolo          | Samad Poor Seiedi         | Samad Poor Seiedi                | Tabriz Petrochemical   |
| 11                 | Sacha Modolo            | Samad Poor Seiedi  | Sacha Modolo          | Samad Poor Seiedi         | Samad Poor Seiedi                | Tabriz Petrochemical   |
| 12                 | Sacha Modolo            | Samad Poor Seiedi  | Sacha Modolo          | Samad Poor Seiedi         | Samad Poor Seiedi                | Tabriz Petrochemical   |
| 13                 | Jake Keough             | Samad Poor Seiedi  | Sacha Modolo          | Samad Poor Seiedi         | Samad Poor Seiedi                | Tabriz Petrochemical   |
| Classements finals | Classements finals      | Samad Poor Seiedi  | Sacha Modolo          | Samad Poor Seiedi         | Samad Poor Seiedi                | Tabriz Petrochemical   |

## Liste des participants
| Légende | Légende                                                                                                  | Légende | Légende                                                                                         |
| ------- | --- | ------- | ----------------------------------------------------------------------------------------------- |
| Num     | Dossard de départ porté par le coureur sur ce Tour                                                       | Pos     | Position finale au classement général                                                           |
|         | Indique le vainqueur du classement général                                                               |         | Indique le vainqueur du classement de la montagne                                               |
|         | Indique le vainqueur du classement par points                                                            |         | Indique le vainqueur du classement du meilleur asiatique                                        |
|         | Indique la meilleure équipe                                                                              |         |                                                                                                 |
| NP      | Indique un coureur qui n'a pas pris le départ d'une étape, suivi du numéro de l'étape où il s'est retiré | AB      | Indique un coureur qui n'a pas terminé une étape, suivi du numéro de l'étape où il s'est retiré |
| HD      | Indique un coureur qui a terminé une étape hors des délais, suivi du numéro de l'étape                   | EX      | Coureur exclu pour non-respect du règlement                                                     |

| Lampre-Merida LAM | Lampre-Merida LAM   | Lampre-Merida LAM |
| ----------------- | ------------------- | ----------------- |
| Num               | Coureur             | Pos               |
| 1                 | Filippo Pozzato     | NP-11             |
| 2                 | Maximiliano Richeze | 50                |
| 3                 | Massimo Graziato    | 12                |
| 4                 | Daniele Pietropolli | 61                |
| 5                 | Andrea Palini       | 97                |
| 6                 | Davide Viganò       | 48                |
| 7                 |                     |                   |

| UnitedHealthcare UHC | UnitedHealthcare UHC | UnitedHealthcare UHC |
| -------------------- | -------------------- | -------------------- |
| Num                  | Coureur              | Pos                  |
| 11                   | Jake Keough          | 70                   |
| 12                   | Robert Förster       | 54                   |
| 13                   | Aldo Ino Ilešič      | 116                  |
| 14                   | John Murphy          | 111                  |
| 15                   | Daniel Summerhill    | 33                   |
| 16                   | Davide Frattini      | 65                   |
| 17                   | Jonathan Clarke      | 27                   |

| Bardiani Valvole-CSF Inox BAR | Bardiani Valvole-CSF Inox BAR | Bardiani Valvole-CSF Inox BAR |
| ----------------------------- | ----------------------------- | ----------------------------- |
| Num                           | Coureur                       | Pos                           |
| 21                            | Sacha Modolo                  | 58                            |
| 22                            | Sonny Colbrelli               | 56                            |
| 23                            | Enrico Barbin                 | 35                            |
| 24                            | Donato De Ieso                | 68                            |
| 25                            | Angelo Pagani                 | 8                             |
| 26                            | Marco Coledan                 | 67                            |
| 27                            | Filippo Fortin                | 84                            |

| Champion System CSS | Champion System CSS | Champion System CSS |
| ------------------- | ------------------- | ------------------- |
| Num                 | Coureur             | Pos                 |
| 31                  | Gregor Gazvoda      | 38                  |
| 32                  | Jiao Pengda         | 21                  |
| 33                  | Biao Liu            | 41                  |
| 34                  | Matthew Brammeier   | 36                  |
| 35                  | Chun Kai Feng       | 104                 |
| 36                  | Fabian Schnaidt     | AB-5                |
| 37                  | Bobbie Traksel      | AB-3                |

| NetApp-Endura TNE | NetApp-Endura TNE   | NetApp-Endura TNE |
| ----------------- | ------------------- | ----------------- |
| Num               | Coureur             | Pos               |
| 41                | Blaž Jarc           | 109               |
| 42                | Ralf Matzka         | 73                |
| 43                | Jonathan McEvoy     | 81                |
| 44                | Erick Rowsell       | 66                |
| 45                | Michael Schwarzmann | 82                |
| 46                | Scott Thwaites      | 88                |
| 47                | Iker Camaño         | 32                |

| Vini Fantini-Selle Italia VIN | Vini Fantini-Selle Italia VIN | Vini Fantini-Selle Italia VIN |
| ----------------------------- | ----------------------------- | ----------------------------- |
| Num                           | Coureur                       | Pos                           |
| 51                            | Francesco Chicchi             | 89                            |
| 52                            | Roberto De Patre              | 86                            |
| 53                            | Leonardo Giordani             | AB-5                          |
| 54                            | Mauro Finetto                 | 17                            |
| 55                            | Luigi Miletta                 | 106                           |
| 56                            |                               |                               |
| 57                            | Mattia Pozzo                  | AB-13                         |

| Tabriz Petrochemical TPT | Tabriz Petrochemical TPT | Tabriz Petrochemical TPT |
| ------------------------ | ------------------------ | ------------------------ |
| Num                      | Coureur                  | Pos                      |
| 61                       | Ghader Mizbani           | 6                        |
| 62                       | Mahdi Sohrabi            | 83                       |
| 63                       | Hossein Askari           | 19                       |
| 64                       | Saeid Safarzadeh         | 47                       |
| 65                       | Amir Kolahdozhagh        | 26                       |
| 66                       | Alireza Asgharzadeh      | 62                       |
| 67                       | Samad Poor Seiedi        | 1                        |

| Sava SAK | Sava SAK         | Sava SAK |
| -------- | ---------------- | -------- |
| Num      | Coureur          | Pos      |
| 71       | Matej Mohorič    | 18       |
| 72       | Jure Bitenc      | 103      |
| 73       | Tim Mikelj       | 51       |
| 74       | Mark Dzamastagic | 44       |
| 75       | Nik Burjek       | 59       |
| 76       | Matej Razingar   | 94       |
| 77       | Žiga Grošelj     | 113      |

| Amore & Vita AMO | Amore & Vita AMO   | Amore & Vita AMO |
| ---------------- | ------------------ | ---------------- |
| Num              | Coureur            | Pos              |
| 81               | Uri Martins        | 30               |
| 82               | Hossein Alizadeh   | 10               |
| 83               | Artem Topchanyuk   | 46               |
| 84               | Niv Libner         | 112              |
| 85               | Jarosław Dabrowski | 85               |
| 86               | Volodymyr Starchyk | 37               |
| 87               | Daniel Holloway    | AB-2             |

| Astana Continental AS2 | Astana Continental AS2  | Astana Continental AS2 |
| ---------------------- | ----------------------- | ---------------------- |
| Num                    | Coureur                 | Pos                    |
| 91                     | Yevgeniy Nepomnyachshiy | 2                      |
| 92                     | Abdraimzhan Ishanov     | 5                      |
| 93                     | Aleksandr Chouchemoïne  | 29                     |
| 94                     | Daniil Fominykh         | 3                      |
| 95                     | Nazar Jumabekov         | 15                     |
| 96                     | Marco Benfatto          | 91                     |
| 97                     | Tilegen Maidos          | 55                     |

| La Pomme Marseille LPM | La Pomme Marseille LPM | La Pomme Marseille LPM |
| ---------------------- | ---------------------- | ---------------------- |
| Num                    | Coureur                | Pos                    |
| 101                    | Joshua Berry           | NP-7                   |
| 102                    | Thomas Vaubourzeix     | 14                     |
| 103                    | Grégoire Tarride       | 23                     |
| 104                    | Yoann Paillot          | 39                     |
| 105                    | Antoine Lavieu         | 22                     |
| 106                    | Benjamin Giraud        | 64                     |
| 107                    | Julien Antomarchi      | 28                     |

| Drapac DPC | Drapac DPC         | Drapac DPC |
| ---------- | ------------------ | ---------- |
| Num        | Coureur            | Pos        |
| 111        | Darren Lapthorne   | NP-5       |
| 112        | Bernard Sulzberger | AB-6       |
| 113        | Robbie Hucker      | 71         |
| 114        | Johnnie Walker     | 52         |
| 115        | Amir Rusli         | AB-4       |
| 116        | Floris Goesinnen   | 76         |
| 117        | Malcolm Rudolph    | AB-2       |

| Nutrixxion Abus TSP | Nutrixxion Abus TSP | Nutrixxion Abus TSP |
| ------------------- | ------------------- | ------------------- |
| Num                 | Coureur             | Pos                 |
| 121                 | Grischa Janorschke  | 105                 |
| 122                 | Dirk Müller         | 110                 |
| 123                 | Alexander Schmitt   | AB-7                |
| 124                 | Tobias Dohlus       | 87                  |
| 125                 |                     |                     |
| 126                 | Max Walsleben       | 90                  |
| 127                 | Rick Ampler         | AB-4                |

| Burgos BH-Castilla y León BUR | Burgos BH-Castilla y León BUR | Burgos BH-Castilla y León BUR |
| ----------------------------- | ----------------------------- | ----------------------------- |
| Num                           | Coureur                       | Pos                           |
| 131                           | David Belda                   | 9                             |
| 132                           | Moisés Dueñas                 | 25                            |
| 133                           | Pablo Torres                  | AB-6                          |
| 134                           | Darío Hernández               | 63                            |
| 135                           | Federico Butto                | AB-8                          |
| 136                           | Efrén Carazo                  | 99                            |
| 137                           | Lluís Mas                     | 31                            |

| Atlas Personal-Jakroo ARH | Atlas Personal-Jakroo ARH | Atlas Personal-Jakroo ARH |
| ------------------------- | ------------------------- | ------------------------- |
| Num                       | Coureur                   | Pos                       |
| 141                       | Maksym Averin             | 45                        |
| 142                       | Nicolas Baldo             | 49                        |
| 143                       | Giorgio Brambilla         | 96                        |
| 144                       | Mathieu Chiocca           | 78                        |
| 145                       | Claudio Imhof             | 108                       |
| 146                       | Oleksandr Polivoda        | AB-8                      |
| 147                       | Florian Salzinger         | 107                       |

| Torku Şekerspor TRK | Torku Şekerspor TRK | Torku Şekerspor TRK |
| ------------------- | ------------------- | ------------------- |
| Num                 | Coureur             | Pos                 |
| 151                 | Andrey Mizourov     | 4                   |
| 152                 | David de la Fuente  | 16                  |
| 153                 | Yuriy Metlushenko   | 77                  |
| 154                 | Serhiy Grechyn      | 20                  |
| 155                 | Nazim Bakırcı       | 57                  |
| 156                 | Mustafa Sayar       | AB-3                |
| 157                 | Miraç Kal           | 60                  |

| Rietumu-Delfin RBD | Rietumu-Delfin RBD | Rietumu-Delfin RBD |
| ------------------ | ------------------ | ------------------ |
| Num                | Coureur            | Pos                |
| 161                | Lars Pria          | AB-3               |
| 162                | Mathieu Perget     | 34                 |
| 163                | Guillaume Soula    | AB-8               |
| 164                | Reijo Puhm         | AB-2               |
| 165                | Peeter Pruus       | 74                 |
| 166                | Andris Vosekalns   | 118                |
| 167                | Andris Smirnovs    | 114                |

| Synergy Baku Project BCP | Synergy Baku Project BCP | Synergy Baku Project BCP |
| ------------------------ | ------------------------ | ------------------------ |
| Num                      | Coureur                  | Pos                      |
| 171                      |                          |                          |
| 172                      | John Ebsen               | 24                       |
| 173                      | Agshin Ismaylov          | AB-6                     |
| 174                      | David Clarke             | AB-3                     |
| 175                      | Kirill Pozdnyakov        | 42                       |
| 176                      | Rico Rogers              | 92                       |
| 177                      | Oleksandr Surutkovych    | 40                       |

| RTS Racing RTS | RTS Racing RTS       | RTS Racing RTS |
| -------------- | -------------------- | -------------- |
| Num            | Coureur              | Pos            |
| 181            | Chang Wei-kei        | AB-8           |
| 182            | Peng Yuan-tang       | AB-3           |
| 183            | Muradjan Khalmuratov | 53             |
| 184            | Vahid Ghaffari       | 13             |
| 185            | Jang Sun-jae         | 102            |
| 186            | Rahim Ememi          | 11             |
| 187            | Amir Zargari         | 7              |

| Équipe nationale d'Australie AUS | Équipe nationale d'Australie AUS | Équipe nationale d'Australie AUS |
| -------------------------------- | -------------------------------- | -------------------------------- |
| Num                              | Coureur                          | Pos                              |
| 191                              | Mitchell Mulhern                 | 95                               |
| 192                              | Joshua Prete                     | 101                              |
| 193                              | Stuart Smith                     | 69                               |
| 194                              | Cameron Bayly                    | 117                              |
| 195                              | Matthew Clark                    | AB-5                             |
| 196                              | Harry Carpenter                  | 79                               |
| 197                              | Brodie Talbot                    | 80                               |

| Gan Su Sports Lottery GTC | Gan Su Sports Lottery GTC | Gan Su Sports Lottery GTC |
| ------------------------- | ------------------------- | ------------------------- |
| Num                       | Coureur                   | Pos                       |
| 201                       | Wang Yongtai              | 100                       |
| 202                       | Chen Zhian                | 72                        |
| 203                       | Yang Zengtao              | 121                       |
| 204                       | Ting Deng                 | AB-8                      |
| 205                       | Zhang Zhaoshun            | 119                       |
| 206                       | Guo Fenghong              | 75                        |
| 207                       | Cheng Xue                 | 115                       |

| Qinghai Tianyoude TYD | Qinghai Tianyoude TYD | Qinghai Tianyoude TYD |
| --------------------- | --------------------- | --------------------- |
| Num                   | Coureur               | Pos                   |
| 211                   | Dong Xiaoyong         | 98                    |
| 212                   | Wu Peilun             | 43                    |
| 213                   | Wu Shengjun           | 93                    |
| 214                   | Zhang Jinde           | 120                   |
| 215                   | Eugen Wacker          | AB-10                 |
| 216                   | Ruslan Gryschenko     | DQ-4                  |
| 217                   | Dylan Spiby           | AB-6                  |